# Roncey
Roncey é uma comuna francesa na região administrativa da Normandia, no departamento Mancha. Estende-se por uma área de 12,21 km². Em 2010 a comuna tinha 807 habitantes (densidade: 66,1 hab./km²).